# Ceratoneuronella nigriventris
Ceratoneuronella nigriventris är en stekelart som beskrevs av Girault 1913. Ceratoneuronella nigriventris ingår i släktet Ceratoneuronella och familjen finglanssteklar. Inga underarter finns listade i Catalogue of Life.